# Ка-226
Ка-226 — российский многоцелевой вертолёт, разработанный ОАО «Камов».
Первый полёт совершил 4 сентября 1997 года. Ка-226 представляет собой дальнейшее развитие хорошо зарекомендовавшего себя вертолёта Ка-26. Предназначен для перевозки 6 пассажиров или 1350 кг груза (в том числе и на внешней подвеске).

## История
Предпосылкой к созданию Ка-226 стало то, что такие вертолеты, как Ми-2 и Ка-26 из-за полной выработки ресурса к 2002 году снимались с эксплуатации, к тому же серийно уже давно не выпускались, а на легкий вертолет такого типа приходилось около 80 % перевозок грузов и пассажиров, выполняемых винтокрылыми машинами. В результате маркетинговых исследований был выявлен высокий спрос на легкий двухдвигательный вертолет в количестве 500—600 экземпляров.
Конструкторское бюро «Камов» еще в 1990 году приступило к разработке Ка-226; за основу бралась глубокая модификация Ка-26 и Ка-126. Задачи для новой машины ставились такие же, как и предшественникам, но в дополнении в приоритет возводилась возможность применять вертолет в работах, требующих обязательного наличия двух двигателей для гарантии безопасности полетов.
В 1996 году состоялась защита эскизного проекта и макета машины, а первый вертолет собрали к 1997 году. Главными заказчиками нового вертолета выступили МЧС, РАО «Газпром» и мэрия Москвы.
Назначенный ресурс составляет 18 000 лётных часов, а календарный срок службы — 25 лет.

## Конструкция
При конструировании Ка-226 были сохранено большинство конструктивно-компоновочных решений предшественника Ка-26. Изменения, в основном, заключались в установке двух современных газотурбинных двигателей, новых несущих винтов с полужестким торсионным креплением лопастей и размещении нового оборудования
Фюзеляж вертолёта включает в себя кабину пилота, центральный отсек, две хвостовые балки и оперение, включающее в себя неподвижный стабилизатор с двумя разнесенными килями с рулями направления. При создании фюзеляжа применялись элементы из алюминиевых сплавов и сотовые панели из стеклопластика. Также из стеклопластика сделаны хвостовые балки, оперение и панели грузовой кабины.
Кабина пилота принципиально не отличается от кабин предшественников, было установлено более современное оборудование, обеспечивающее комфортное управление машиной в любых условиях. Фонарь кабины имеет большую площадь остекления, что обеспечивает хороший обзор.
Четырёхстоечное шасси осталось внешне неизменным по сравнению с Ка-26, но в конструкцию были внесены некоторые изменения, нацеленные на облегчение и упрочнение его элементов. Была увеличена энергоёмкость амортизационных стоек, а также исключены демпферы боковых перемещений.
Силовая установка вертолёта размещается над центральным силовым отсеком, в её состав входит редуктор ВР-126 и два турбовальных двигателя модульной конструкции Allison 250-C20R/2 2 х 338 кВт (460 л. с.). Ёмкость четырёх топливных баков составляет 770 литров. Продолжительность полёта с основными баками длится около 4,34 часа, а с дополнительными — до 6,45 часов. Ресурс двигателя составляет около 3500 часов.
В 2020 году начаты работы по замене двигателей на новую разработку ВК-650В, что позволит увеличить мощность до 650 л. с.
Ка-226 имеет полную аэродинамическую симметрию и исключительно прост в пилотировании, вследствие отсутствия рулевого винта вертолёт способен безопасно маневрировать вблизи преград и обладает невысокой чувствительностью к силе и направлению ветра. Плоский разворот машина способна выполнять как на висении, так и в горизонтальном полёте, при этом высота полёта остаётся неизменной. Развороты вправо и влево Ка-226 также делает без изменения высоты, что недоступно вертолётам с рулевым винтом. Данные способности маневрирования вертолёта соосной схемы особенно важны при выполнении, например, спасательных работ при повышенных температурах воздуха, на больших барометрических высотах в горах, в условиях, когда отсутствуют избытки мощности силовой установки.

## Производство
Производится на Кумертауском авиационном производственном предприятии (КумАПП).
- Индия — в декабре 2015 года был подписан контракт на поставку 200 Ка-226Т для вооружённых сил Индии[8]. Соглашение предусматривает создание в Индии совместного предприятия с участием холдингов «Ростеха» («Рособоронэкспорта» и «Вертолётов России») и индийской корпорации Hindustan Aeronautics Limited (HAL). Согласно условиям контракта, Россия должна поставить 40 вертолётов, а остальные 160 единиц будут собраны в Индии[9]. В середине февраля 2023 года Индия заморозила переговоры о производстве[10], по некоторым данным из-за предложенного уровня локализации[11].

## Эксплуатанты

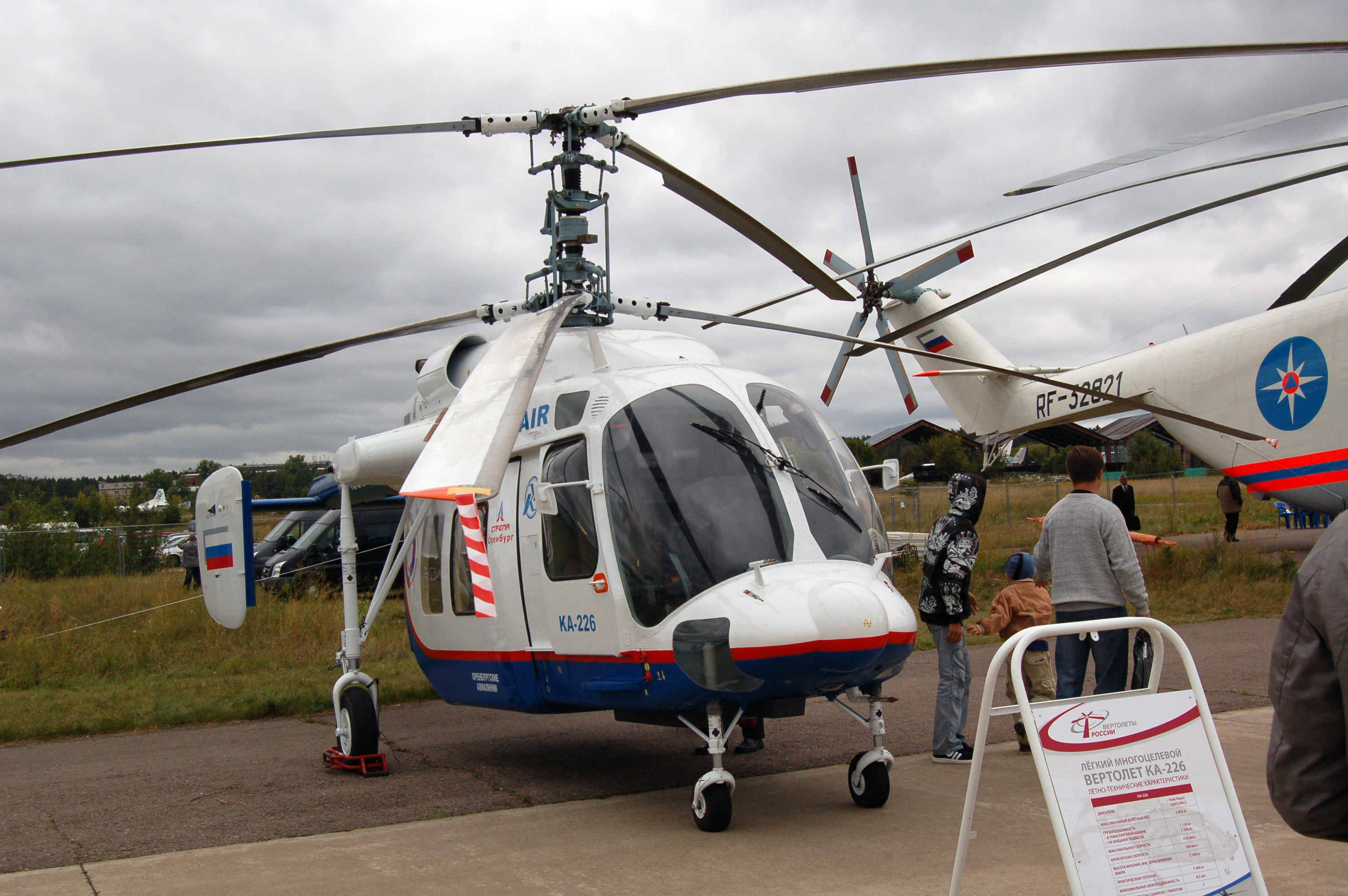
Ка-226.

### Гражданские
Россия:
- Газпром авиа — 2 Ка-226[12].
- Оренбургская областная клиническая больница — 2 Ка-226.
- Авиация МЧС России — 8 Ка-226Т.
- Авиация ГУВД Москвы — 2 Ка-226[12].
- ГУ ЦОДД Москвы — 3 Ка-226А[13].
- ГУВД Воронежской области — 1 Ка-226[14].

### Военные
Россия:
- ВКС России — 19 Ка-226У по состоянию на 2024 год[15].
- Морская авиация ВМФ — 6 Ка-226Т по состоянию на 2024 год[16].
- Авиация ФСБ России — 4 Ка-226[12].
- Авиация Росгвардии — 1 Ка-226Т по состоянию на 2023 год[17] (6 Ка-226 в составе авиации ВВ МВД России по состоянию на 2011 год)[12].

 Украина:
- Авиация ВМС Украины — 1 Ка-226 по состоянию на 2023 год[18].

## Модификации
| Название модели    | Краткие характеристики, отличия |
| ------------------ | --- |
| Ка-226             | Базовая сертифицированная версия вертолёта с двигателями Allison / Rolls-Royce. Вертолёт может оснащаться различным целевым оборудованием. Вертолёт производится на ОАО «КумАПП». |
| Ка-226 (Ка-226.80) | Одно из ранних обозначений — Ка-226В. Версия вертолёта для Министерства обороны РФ на основе базового Ка-226. Разработана в 2010 году. Производится с 2011 года на ОАО «КумАПП». |
| Ка-226А            | Обозначение первой версии вертолёта, разработанной по заказу МЧС России. Был выпущен опытный вертолёт. В дальнейшем, из-за отказа МЧС России от закупки вертолёта, программа была закрыта. Опытный вертолёт послужил основой для отработки и сертификационных испытаний базового Ка-226. |
| Ка-226АГ           | Версия вертолёта для эксплуатанта «Газпром авиа». Был выпущен опытный вертолёт. В дальнейшем от обозначения версии отказались и эксплуатанту передавалась базовая версия вертолёта. Производство планировалось на ПО «Стрела», город Оренбург. |
| Ка-226Т            | Версия вертолёта с двигателями Arrius 2G1 фирмы Safran Helicopter Engines и новым редуктором. В 2010 году опытный вертолёт этой версии участвовал в конкурсе ВС Индии. В 2012 году начаты работы по обновлению этой версии вертолёта по заказу МЧС России. Новая версия вертолёта имеет новый комплекс бортового оборудования с системой электронной индикации и бортовой системой индикации и контроля с МФИ, систему автоматического управления, навигационную систему, метеолокатор. Оснащается двигателями Arrius 2G1, новым главным редуктором и трансмиссией. Вертолёт имеет возможность установки внешнего дополнительного топливного бака, лебёдки, внешней грузовой подвески, поискового прожектора. Для выполнения медико-эвакуационных работ в грузовой кабине вертолёта устанавливается медицинский модуль. Предусмотрена установка системы складывания лопастей несущих винтов. В мае 2015 года Индия отменила объявленный ранее тендер на покупку вертолётов (помимо Ка-226Т, в нём принимала участие компания Airbus Helicopters (Eurocopter) с вертолётом AS550) в пользу Ка-226Т. Стоимость контракта составляет 30 млрд рупий (около 467 млн долларов). По заявлениям вице-премьера РФ Дмитрия Рогозина, Индия по договорённости с РФ будет производить на своей территории вертолёты типа Ми-17 и Ка-226Т, причём машин семейства «Камов» будет выпускаться до 400 ед. в год. |
| Ка-226ТГ           | Обозначение проекта модификации вертолёта Ка-226 разрабатываемой в интересах «Газпром». Особенностью вертолёта является возможность его применения в условиях Крайнего Севера. Конструктивно близок к модели Ка-226Т. |
| Ка-226ТМ           | Обозначение проекта модификации вертолёта Ка-226Т для базирования на кораблях береговой охраны Пограничной службы ФСБ России — с 2015—2020 гг. планируется закупить 10 вертолётов Ка-226ТМ. |

## Лётно-технические характеристики (Ка-226Т)
- Экипаж: 1—2 чел.
- Пассажиров: 4—7 (в зависимости от установленного модуля)[23]
- Размеры:
  - диаметр несущего винта: 13,24 м
  - длина фюзеляжа: 8,10 м
  - высота с вращ. винтами: 4,15 м
- Масса:
- Норм. взлётная: 3100 кг
- Макс. взлётная: 3400 кг[24]
- Силовая установка:
  - двигатели: 2 × ТВаД ВК-650В[25]
  - мощность на взлетном режиме: 478 кВт (650 л. с.)
  - мощность на чрезвычайном режиме: 551,6 кВт (750 л. с.)
- Крейсерская скорость: 195 км/ч
- Макс. скорость: 220 км/ч[26]
- Дальность полёта: 600 км
- Статический потолок (Вне влияния земли): 4100 м
- Статический потолок (В зоне влияния земли): 4600 м[27]
- Практический потолок: 6100 м[27]
- Скороподъёмность: 10,6 м/с

## Сравнение современных гражданских вертолётов КБ Камова, КВЗ и Миля
| Характеристики                           | Ка-226              | Ми-2              | «Ансат»                          | Ка-62                         | Ка-32               |
| ---------------------------------------- | ------------------- | ----------------- | -------------------------------- | ----------------------------- | ------------------- |
| Экипаж                                   | 1—2                 | 1                 | 1—2                              | 1—2                           | 2                   |
| Пассажировместимость (чел.)              | 4—7                 | 10                | 7                                | 15                            | 13                  |
| Грузоподъёмность/на внешней подвеске, кг | 1000                | 800               | 1235                             | 2200/2500                     | 5000                |
| Максимальная взлётная масса, кг          | 3400                | 3700              | 3600                             | 6500/6800                     | 11 000              |
| Силовая установка                        | 2 × ТВаД Arrius 2G1 | 2 × ТВаД ГТД-350  | 2 × ТВаД Pratt & Whitney РW-207K | 2 × ТВаД Turboméca Ardiden 3G | 2 × ТВаД ТВ3-117ВМА |
| Мощность двигателей, л. с.               | 580                 | 2 × 400 (298 кВт) | 2 × 630                          | 2 × 1776 (на взлётном режиме) | 2 × 2200            |
| Крейсерская скорость, км/ч               | 195                 | 190               | 250                              | 290                           | 240                 |
| Практическая/перегоночная дальность, км  | 600                 | 360/620           | 460/525                          | 720                           | 800                 |
| Статический/динамический потолок, м      | 4100/5700           | 2000/4050         | 2530/5500                        | 3200/6100                     | 3500/6000           |

## Авиационные происшествия
| Дата             | Бортовой номер | Место происшествия   | Жертвы | Краткое описание |
| ---------------- | -------------- | -------------------- | ------ | --- |
| 19 сентября 2007 | RF-21002       | Москва               | 0/7    | Совершил аварийную посадку на 24-й км МКАД из-за разрушения шестерни ИКМ двигателя. |
| 17 декабря 2013  | Флаг России    | Оренбургская область | 0/3    | Ка-226 ВВС России, следовавший с завода к месту базирования в Сызрань, совершил вынужденную посадку в Оренбургской области из-за задымления на борту. Вертолёт получил незначительные повреждения. |
| 18 июня 2015     | Флаг России    | Сочи                 | 0/н.д. | Совершил аварийную посадку в центре Сочи из-за технических неполадок и получил повреждения шасси.                                                                                                  |

## Галерея

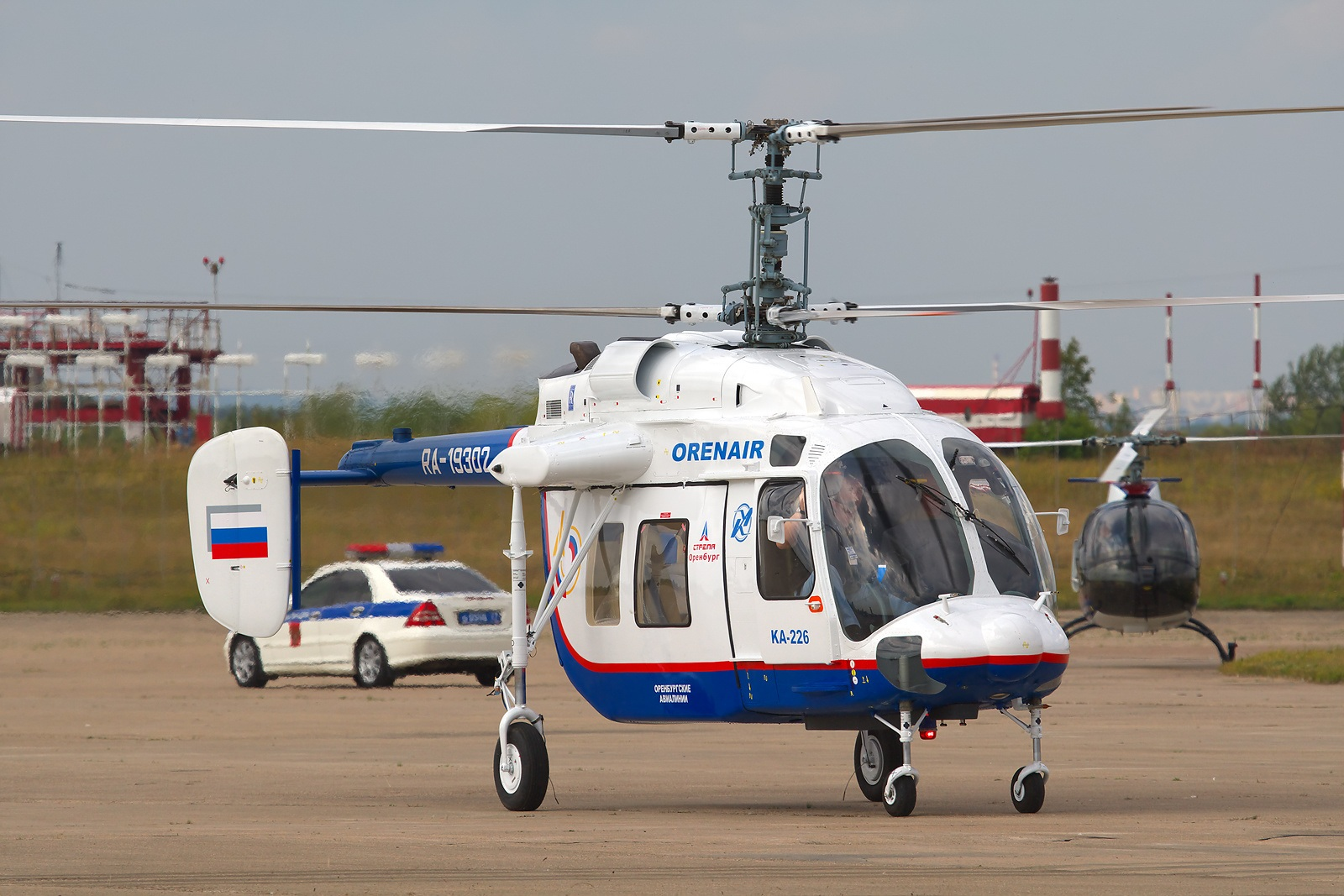
Базовая версия Ка-226.
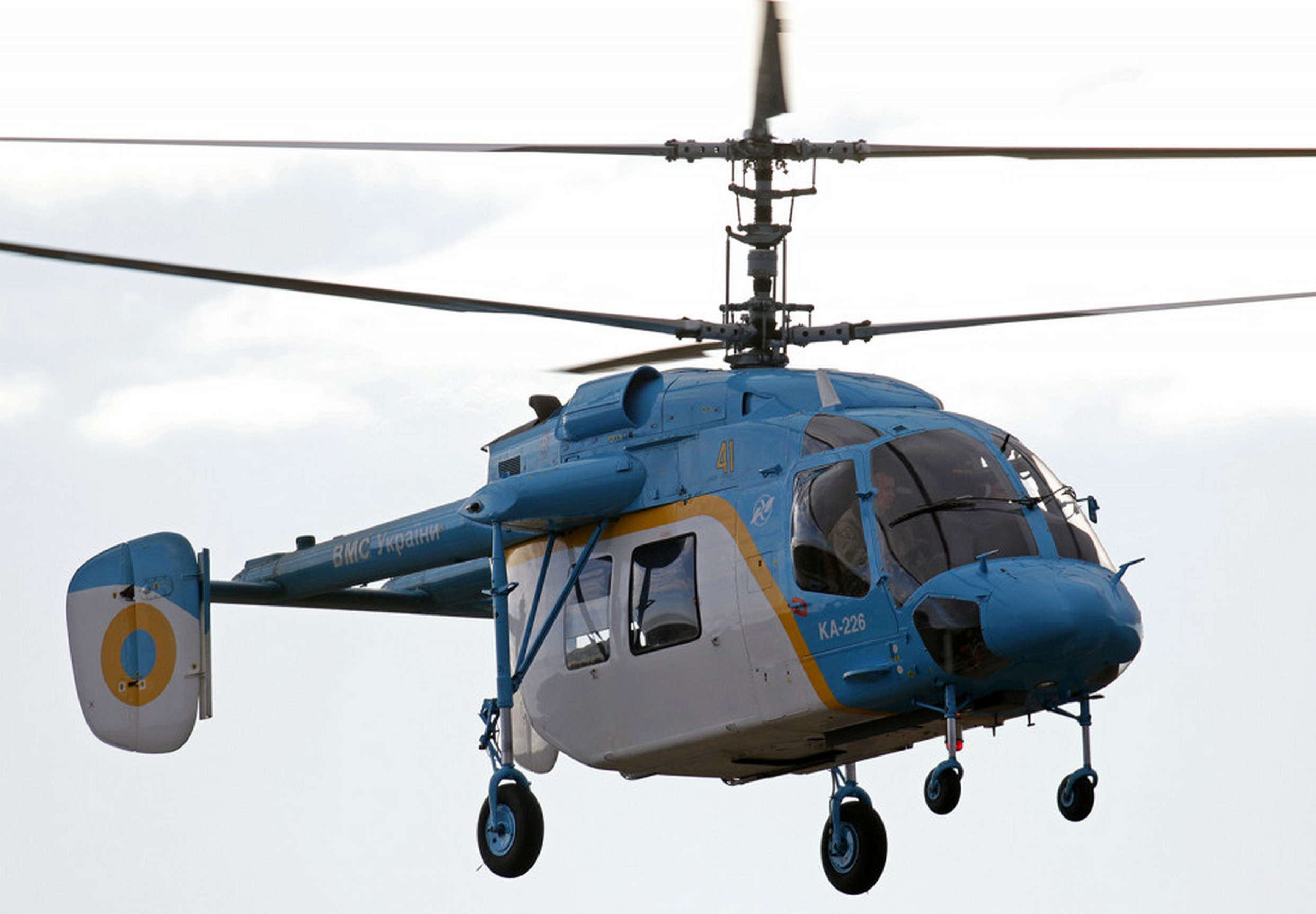
Ка-226 авиации ВМС Украины.
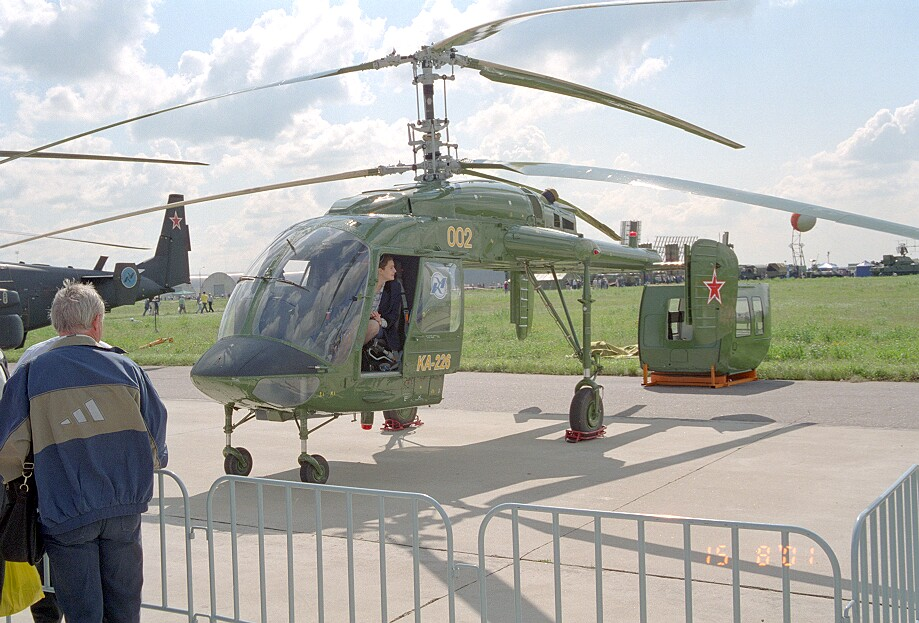
Ка-226 с демонтированной грузовой кабиной (грузовая кабина на заднем плане).
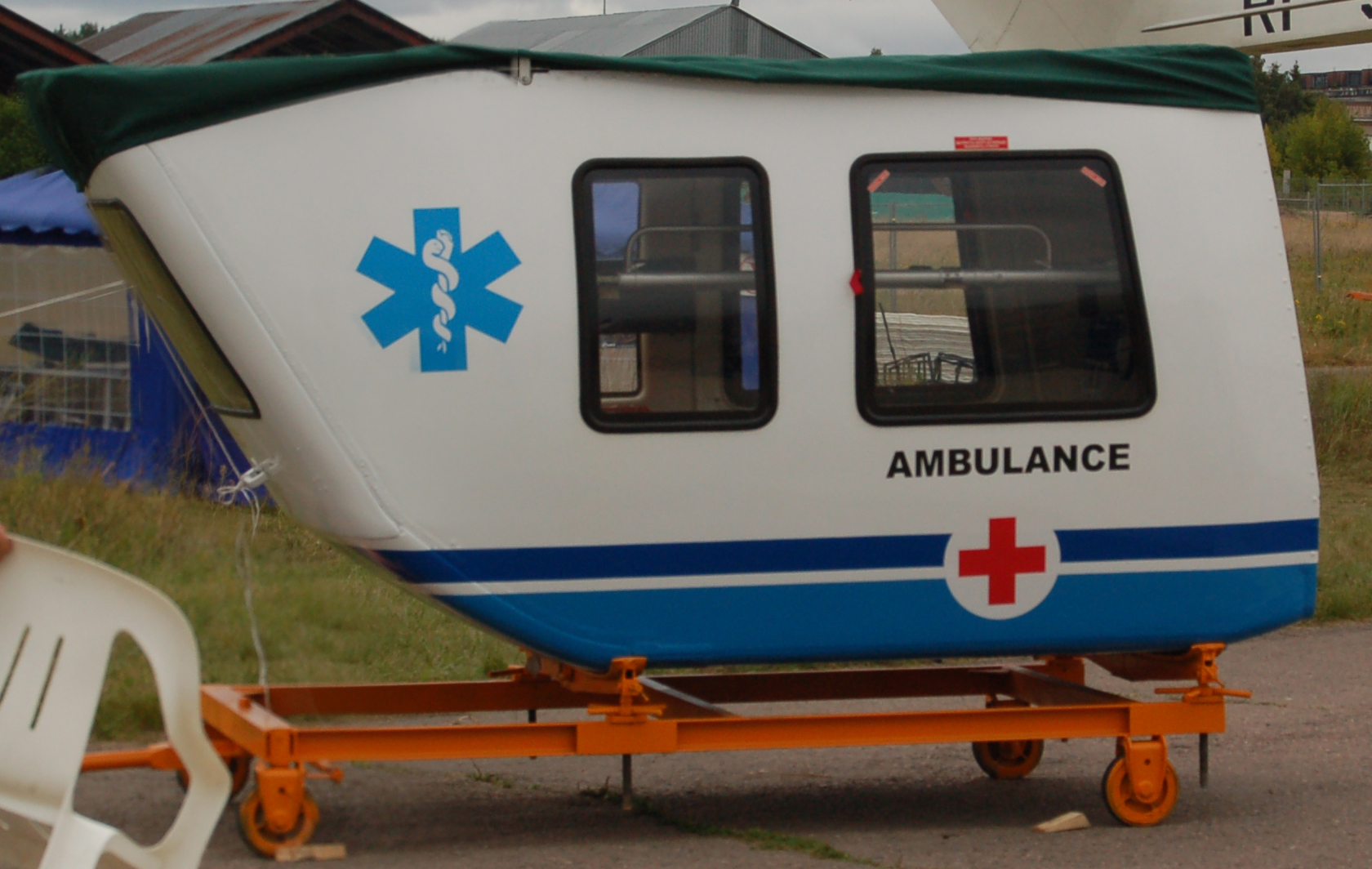
Грузовая кабина Ка-226 для санитарной авиации на МАКС-2009.
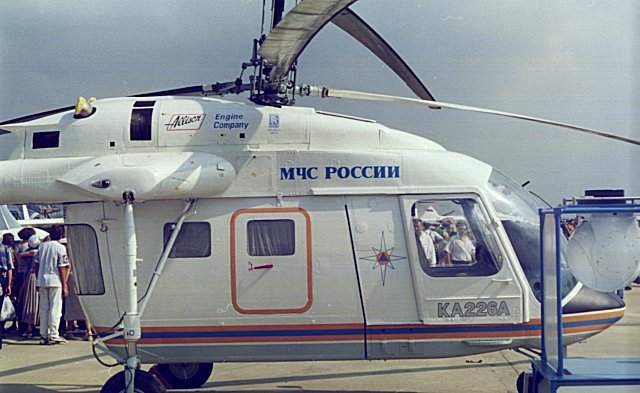
Вертолёт Ка-226А.
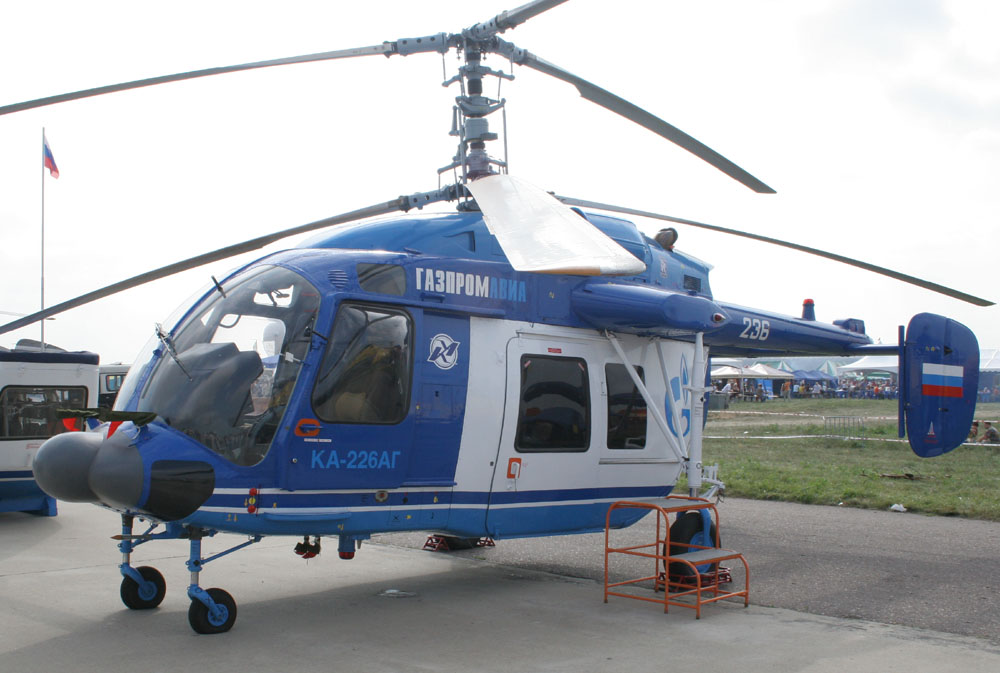
Вертолёт Ка-226АГ.
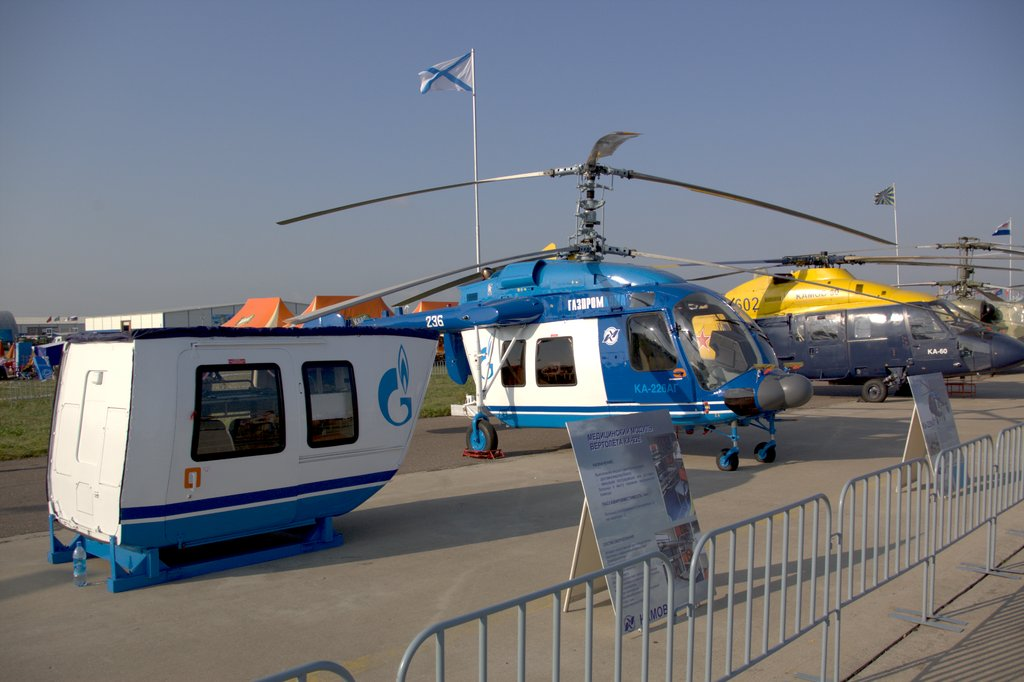
Грузовая кабина Ка-226АГ (на переднем плане).
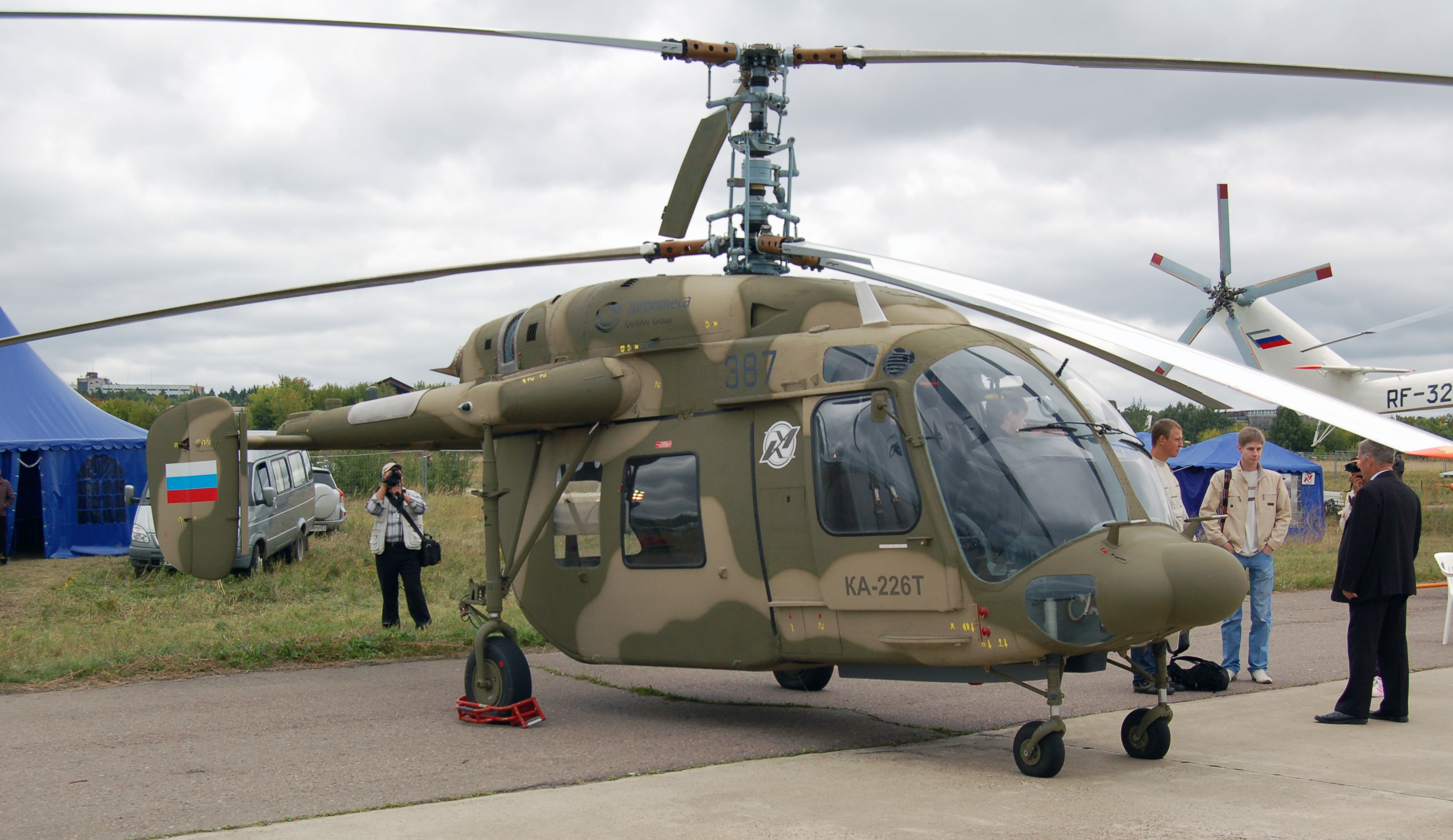
Опытный вертолёт Ка-226Т.
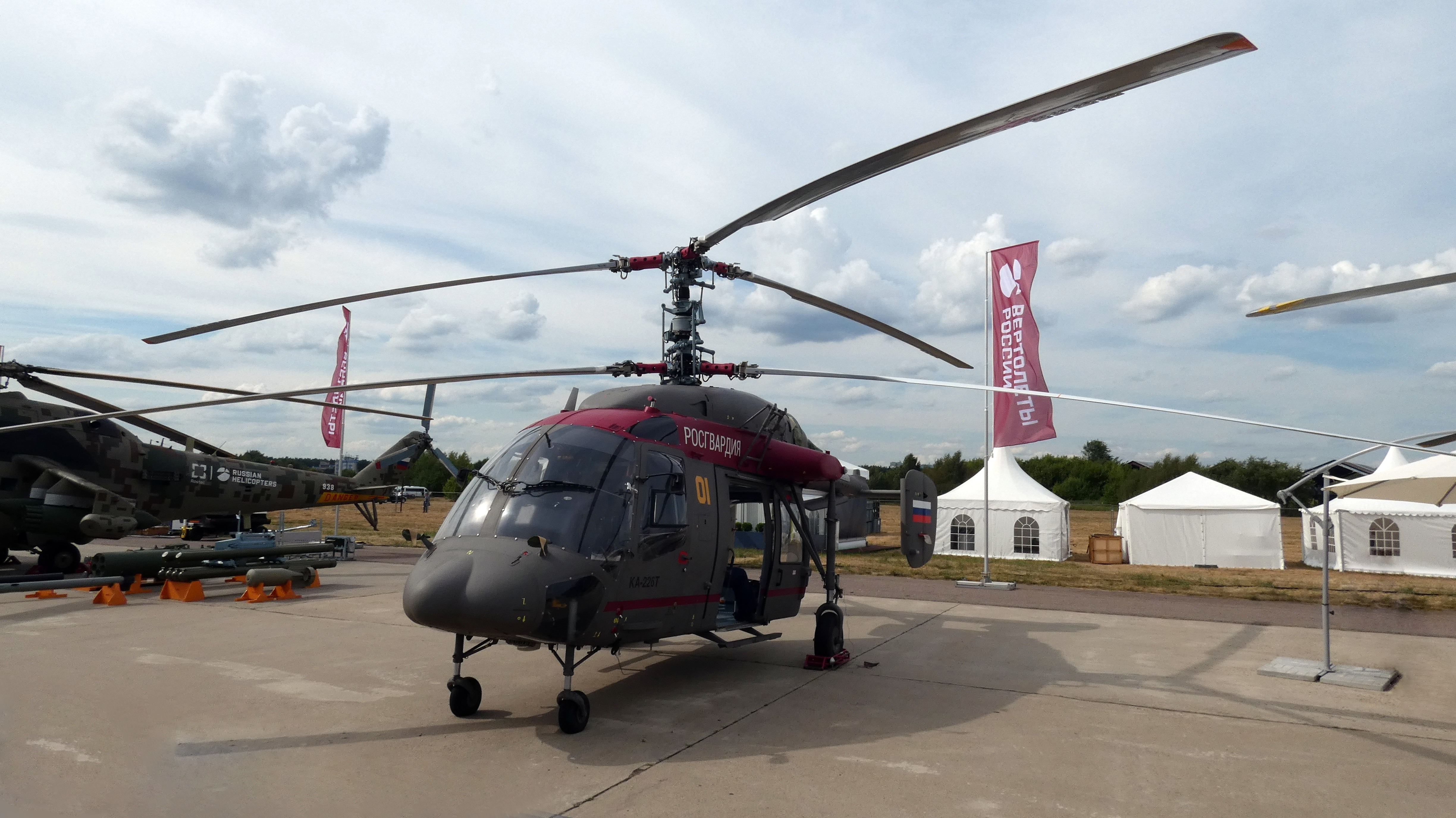
Серийный Ка-226Т.
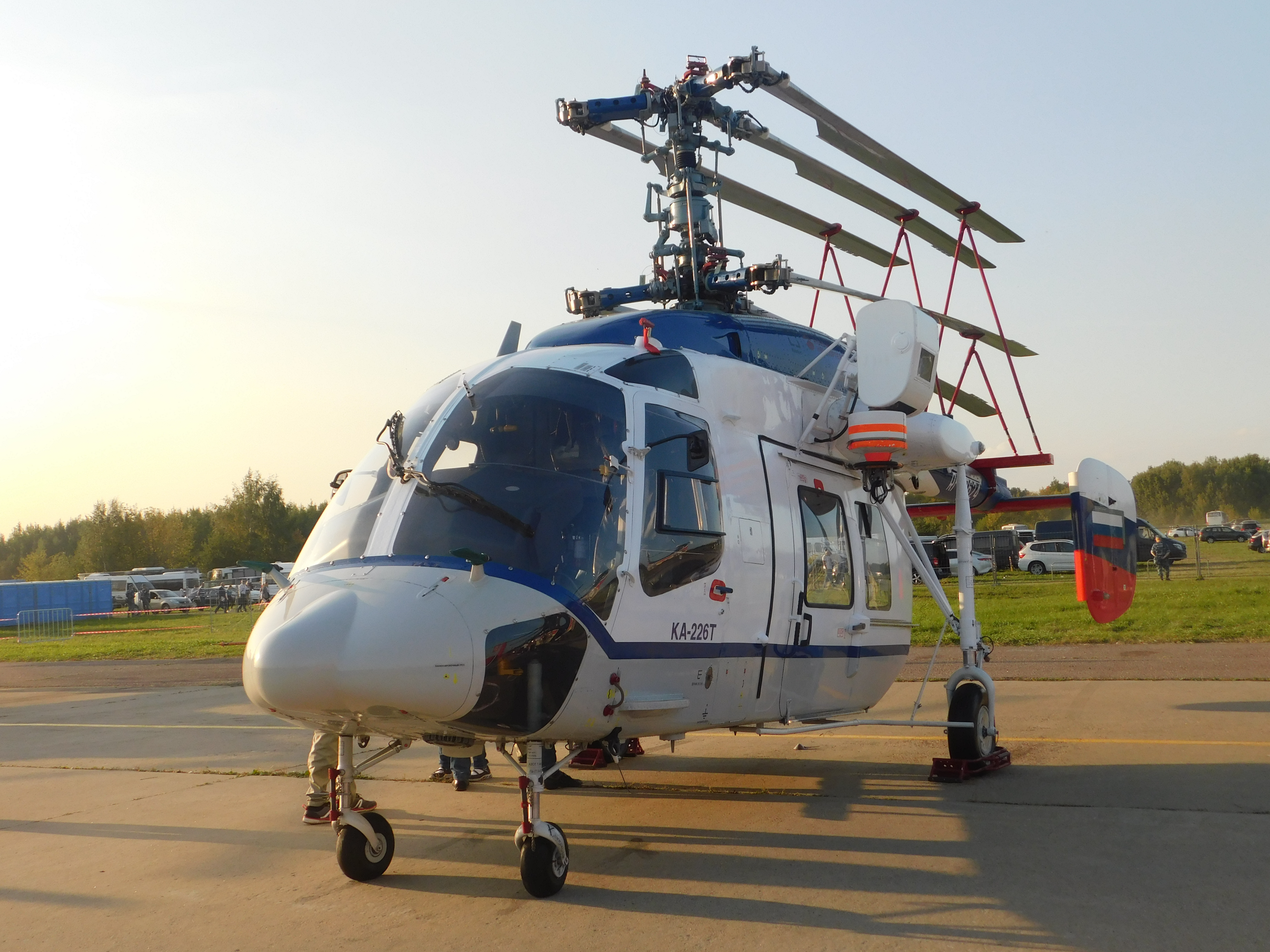
Версия вертолёта Ка-226Т со складывающимся лопастями несущих винтов на МАКС-2019.
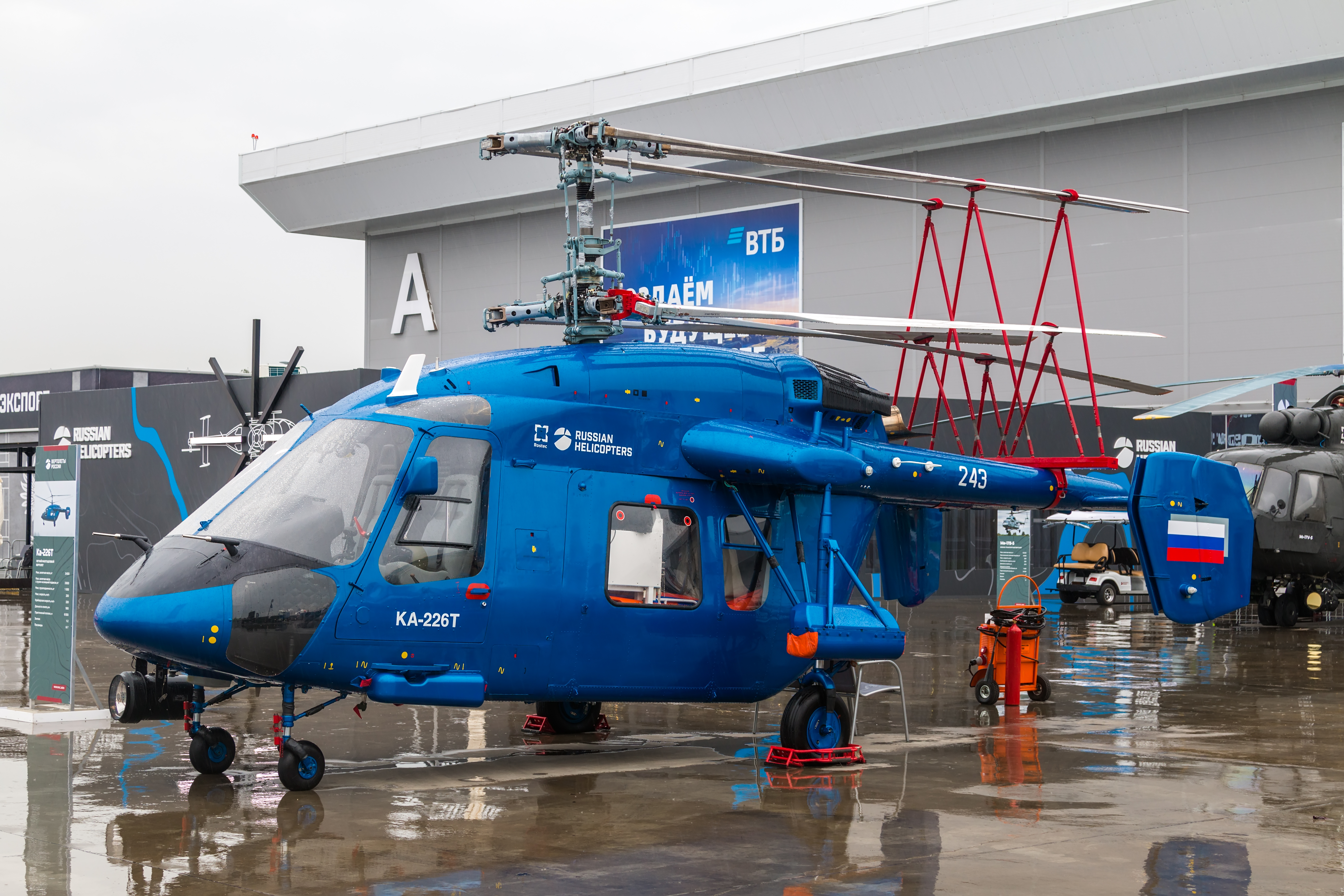
Обновлённая версия Ка-226Т со сложенными лопастями несущих винтов на форуме «Армия-2022».
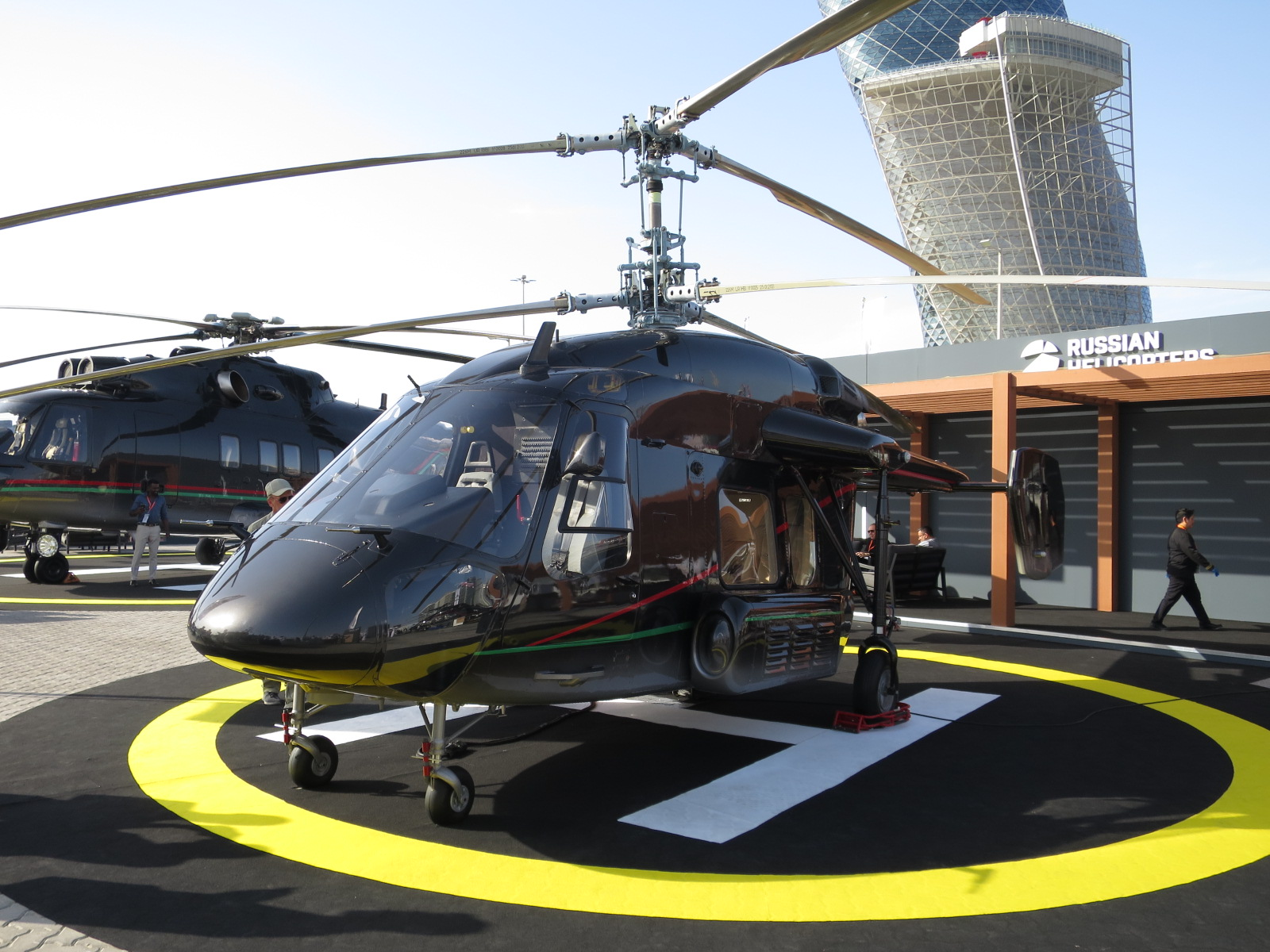
Обновлённая версия Ка-226Т на IDEX-2023.